# 迈克尔·汉默
迈克尔·汉默（英語：Michael Hammer，1948年4月13日—2008年9月3日），美国犹太裔工程师、管理学家。曾任麻省理工学院计算机科学教授。迈克尔·汉默在度假时因脑出血并发症去世。

## 学术成就
- （流程）重组（Reengineering）

## 主要著作
- 与钱皮（James Champy）合著《改造企业：再生策略的蓝本》（Reengineering the Corporation – A Manifesto for Business Revolution），1993年